# Belém (Paraíba)
Belém település Brazília Paraíba államában. 123 km-re található az állam székhelyétől, João Pessoától. 1957. szeptember 6-án alapították.

## Népesség
| Lakosok száma | 16 605 | 17 093 | 17 594 | 17 705 | 17 733 | 16 401 |
|               | 2000   | 2010   | 2015   | 2020   | 2021   | 2022   |